# Oranjeborstpapegaaiduif
De oranjeborstpapegaaiduif (Treron bicinctus) is een vogel uit de familie Columbidae (duiven).

## Verspreiding en leefgebied
Deze soort komt wijdverspreid voor in zuidelijk Azië en telt vier ondersoorten:
- T. b. leggei: Sri Lanka.
- T. b. bicinctus: van India tot Zuidoost-Azië.
- T. b. domvilii: Hainan (nabij zuidoostelijk China).
- T. b. javanus: Java en Bali.